# Stephanie Bukovec
Stephanie Cecilia Bukovec (Toronto, 22 september 1995) is een Kroatisch voetbalster van Canadese komaf die uitkwam voor PEC Zwolle. Ze speelde er een jaar.
Momenteel staat ze op de loonlijst bij AFC Ajax.

## Carrièrestatistieken
| Seizoen                     | Club            | Land            | Competitie      | Competitie | Competitie | Beker | Beker | Internationaal | Internationaal | Overig | Overig | Totaal | Totaal |
| Seizoen                     | Club            | Land            | Competitie      | Wed.       | Dlp.       | Wed.  | Dlp.  | Wed.           | Dlp.           | Wed.   | Dlp.   | Wed.   | Dlp.   |
| --------------------------- | --------------- | --------------- | --------------- | ---------- | ---------- | ----- | ----- | -------------- | -------------- | ------ | ------ | ------ | ------ |
| 2017/18                     | PEC Zwolle      | Nederland       | Eredivisie      | 16         | 0          | 1     | 0     | –              | –              | –      | –      | 17     | 0      |
| 2018                        | Thór/KA         | IJsland         | Úrvalsdeild     | 6          | 0          | 0     | 0     | 5              | 0              | 0      | 0      | 11     | 0      |
| 2019                        | ŽNK Split       | Kroatië         | 1. HNLZ         | –          | 0          | 0     | 0     | 0              | 0              | 0      | 0      | –      | 0      |
| 2019/20                     | Ajax            | Nederland       | Eredivisie      | 0          | 0          | 0     | 0     | –              | –              | –      | –      | 0      | 0      |
| Carrière totaal             | Carrière totaal | Carrière totaal | Carrière totaal | 22         | 0          | 1     | 0     | 5              | 0              | 0      | 0      | 28     | 0      |
| Bijgewerkt tot 16 juli 2019 |                 |                 |                 |            |            |       |       |                |                |        |        |        |        |

## Interlandcarrière

### Kroatië
Op 19 oktober 2017 debuteerde Bukovec voor Kroatië in een kwalificatiewedstrijd tegen Hongarije (2 – 2).
| Interlands van Stephanie Bukovec voor Kroatië | Interlands van Stephanie Bukovec voor Kroatië | Interlands van Stephanie Bukovec voor Kroatië | Interlands van Stephanie Bukovec voor Kroatië | Interlands van Stephanie Bukovec voor Kroatië | Interlands van Stephanie Bukovec voor Kroatië |
| №                                             | Datum                                         | Wedstrijd                                     | Uitslag                                       | Soort Wedstrijd                               | Doelpunten                                    |
| Als speler bij PEC Zwolle                     | Als speler bij PEC Zwolle                     | Als speler bij PEC Zwolle                     | Als speler bij PEC Zwolle                     | Als speler bij PEC Zwolle                     | Als speler bij PEC Zwolle                     |
| --------------------------------------------- | --------------------------------------------- | --------------------------------------------- | --------------------------------------------- | --------------------------------------------- | --------------------------------------------- |
| 1.                                            | 19 oktober 2017                               | Hongarije – Kroatië                           | 2 – 2                                         | Kwalificatie WK 2019                          | 0                                             |
| 2.                                            | 24 oktober 2017                               | Kroatië – Denemarken                          | 0 – 4                                         | Kwalificatie WK 2019                          | 0                                             |
| 3.                                            | 5 april 2018                                  | Kroatië – Oekraïne                            | 0 – 3                                         | Kwalificatie WK 2019                          | 0                                             |
| 4.                                            | 9 april 2018                                  | Kroatië – Hongarije                           | 1 – 3                                         | Kwalificatie WK 2019                          | 0                                             |
| 5.                                            | 7 juni 2018                                   | Zweden – Kroatië                              | 4 – 0                                         | Kwalificatie WK 2019                          | 0                                             |